# القران (رصد)

تعديل مصدري - تعديل

القران هي إحدى قرى عزلة القارة بمديرية رصد التابعة لمحافظة أبين، بلغ تعداد سكانها 276 نسمة حسب تعداد اليمن لعام 2004.